# Льеу
Льеу́ (фр. и окс. Lieoux) — коммуна во Франции, находится в регионе Юг — Пиренеи. Департамент — Верхняя Гаронна. Входит в состав кантона Сен-Годенс. Округ коммуны — Сен-Годенс.
Код INSEE коммуны — 31300.

## География

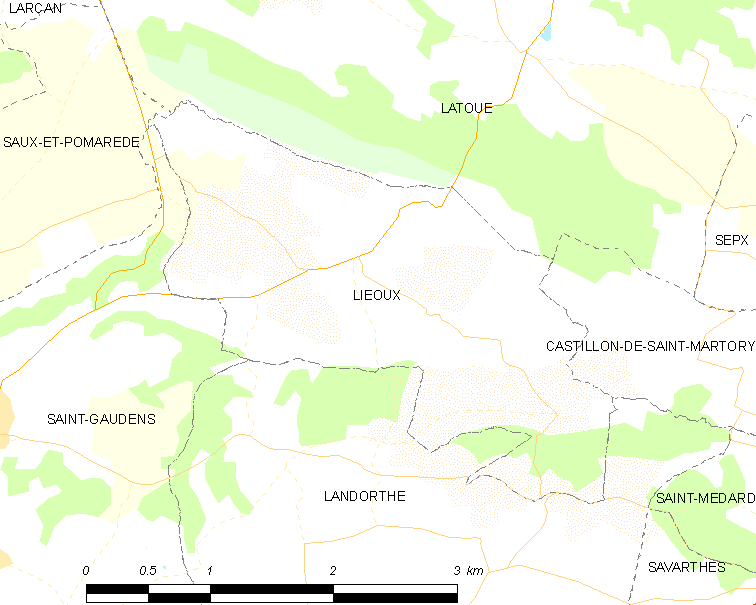
Карта коммуны

Коммуна расположена приблизительно в 650 км к югу от Парижа, в 75 км к юго-западу от Тулузы.

## Климат
Климат умеренно-океанический. Зима мягкая и снежная, весна характеризуется сильными дождями и грозами, лето сухое и жаркое, осень солнечная. Преобладают сильные юго-восточные и северо-западные ветры.

## История
В 1974—2008 годах Льеу была в составе коммуны Сен-Годенс.

## Население
Население коммуны на 2010 год составляло 118 человек.
| 1962 | 1968 | 1975 | 1982 | 1990 | 1999 | 2010 |
| ---- | ---- | ---- | ---- | ---- | ---- | ---- |
| 118  | 110  | 113  | 127  | 143  | —    | 118  |

## Администрация
| Период | Период | Фамилия                      | Партия                       | Примечания                   |
| ------ | ------ | ---------------------------- | ---------------------------- | ---------------------------- |
| 1970   | 1974   | Жан-Мари Дессан              |                              |                              |
| 1974   | 2008   | В составе коммуны Сен-Годенс | В составе коммуны Сен-Годенс | В составе коммуны Сен-Годенс |
| 2008   | 2020   | Ален Барюто                  |                              |                              |

## Экономика
В 2010 году среди 82 человек трудоспособного возраста (15—64 лет) 62 были экономически активными, 20 — неактивными (показатель активности — 75,6 %). Из 62 активных жителей работали 56 человек (31 мужчина и 25 женщин), безработных было 6 (5 мужчин и 1 женщина). Среди 20 неактивных 1 человек был учеником или студентом, 14 — пенсионерами, 5 были неактивными по другим причинам.

## Достопримечательности
- Церковь Св. Николая